# Université de Maribor
L'université de Maribor (slovène : Univerza v Mariboru) est la deuxième plus grande université de Slovénie après l'université de Ljubljana. Fondée en 1961, elle accueille environ 27 100 étudiants répartis en dix-sept facultés.

## Description

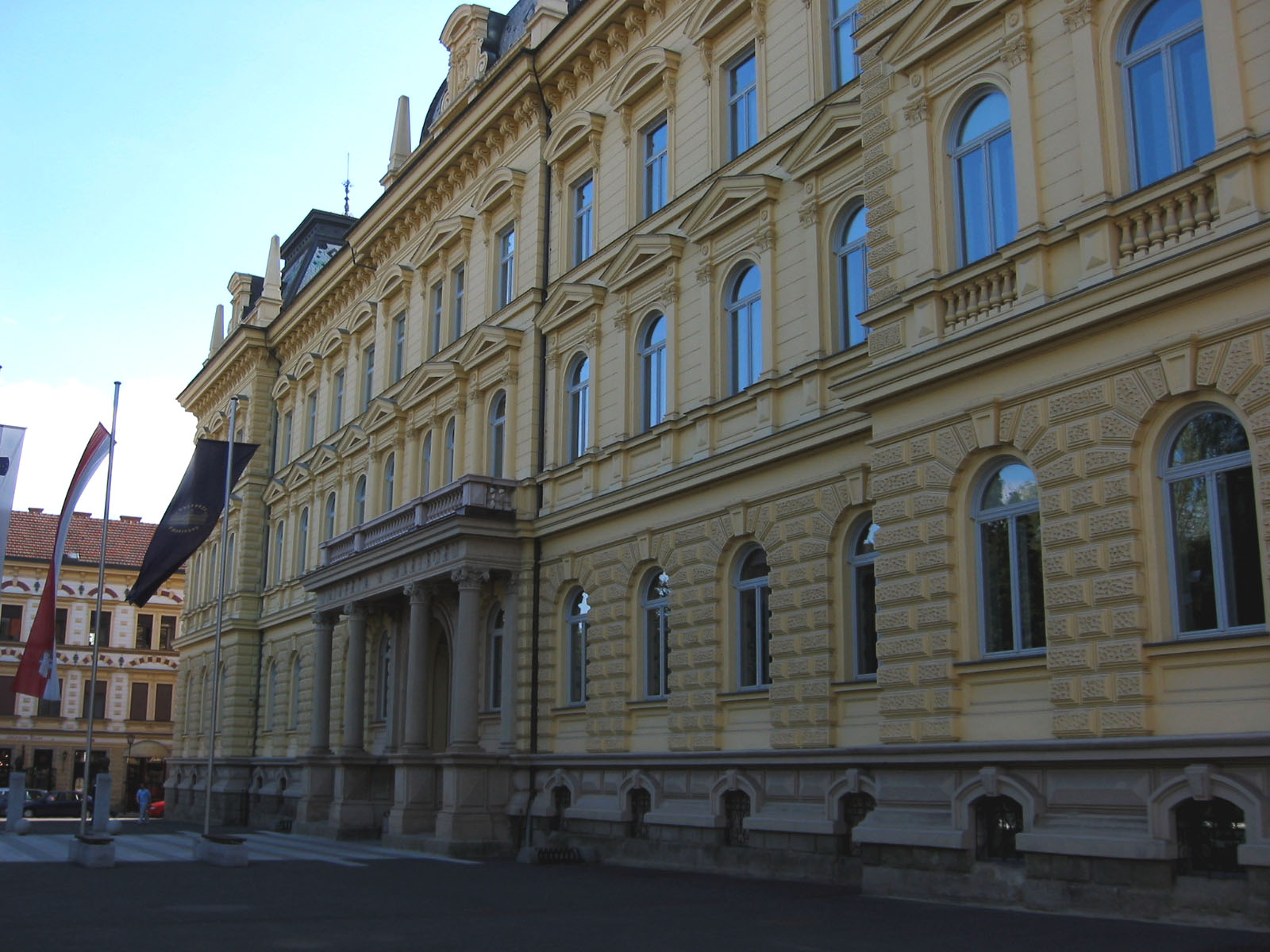
Université de Maribor.

L'université est composée de seize facultés réparties dans les domaines de l'agriculture, de la chimie, de la construction, de la justice, de l'électricité et de l'informatique, du commerce et de l'économie, de l'enseignement, du droit, de la mécanique, de la médecine, des soins de santé, de la théologie, de la logistique et des sciences sociales.
L'université dispose du complexe sportif Leon Štukelj, d'une bibliothèque ainsi que différents dortoirs. Son personnel est composé d'environ 1 800 personnes pour un budget annuel de 84,2 millions d'euros.

## Personnalités liées à l'université

### Étudiants
- Drago Jančar, auteur
- Ksenija Klampfer, femme politique
- Ljudmila Novak, femme politique
- Blaž Medvešek, nageur

### Professeurs
- Jurij Toplak